# فریازان
فریازان(Faryazan) یکی از روستاهای بزرگ شهرستان تویسرکان در استان همدان ایران است. این روستا در دهستان حیقوق نبی جای گرفته‌است.
بر پایه سرشماری سال ۱۳۹۵، جمعیت این روستا ۱۱۸۵ نفر (۳۸۰ خانوار) بوده‌است.
فریازان یادمانی پرشکوه از هزاره‌های فراموش شده، سرزمین کوهستانی تویسرکان در دامنه کوه الوند (جنوب الوند) قرار دارد و کمی پائین تراز تویسرکان به فاصله ۱۲ کیلومتر، بعد از عبور از روستاهای رودآور، جعفریه (دوقلعه)، قلعه شیخ، وآریکان ودرست روبروی روستای سهام آباد، روستای کهن و بزرگی وجود دارد به نام فریازان. در زبان محلی به فریازان (پریازان) هم می‌گویند. پریازان همواره یکی از نواحی پیدایش و گسترش فرهنگ و باورهای ایرانی بوده‌است. مردمان دلاور و باشهامت این روستای سرسبز و زیبا توانسته‌اند تا در طول تاریخ، فرهنگ و آیین‌ها و زبان خود را بهتر از برخی نواحی دیگر پاس دارند و کمتر در معرض دگرگونی‌های فرهنگی قرار گیرند. فرمانروایان قدرتمند و اصیل محلی نیز توانسته بودند تأثیری چشمگیر در پاسداشت باورهای کهن داشته باشند و از همین روی است که خیلی از آداب و رسوم اصیل ایرانی در این روستا هنوز هم برجای مانده‌اند. نام‌های ایرانی و کهن روستا، کوه‌ها و رودها نیز نشانه‌هایی دیگر از گسترش فرهنگ ایرانی در این سرزمین بزرگ و پرافتخاری است که با طلوع خورشید از مشرق «الوند ایران» بر پیشانی این روستای کهن وباستان می‌درخشد.
فریازان در دو صورت کلمه اش معنی دارد. چون در طول تاریخ همواره کلمات ثابت نبودند گاهاًدر زبان هخامنشی و پهلوی باستان کلمات تغیر کردند. مثال ف به پ، پهلوی به فهلوی و اما از دید کلی فر= به معنی با شکوه… بهتر یازان = بدست آوردن کسب کردنچنگ آوردن وگرفتن ویازیدن می‌باشد فریازان=معنی کامل خوش نویسان است و بزرگ نوشته شدگان که کلاً به سینه فراخان و سلحشوران با شکوهان معنی می‌دهد فریازان یکی از محلات بزرگ شهر رودآور بوده که تقریباً در کنارشهر واقع شده‌است شهر رودآور را حدوداً ۱۸ کیلومتر تخمین زده فریازان از شهر رودآور ۱۰ کیلومتر فاصله دارد فریازان در حال حاضر دو محله است. یکی بنام محمودآباد ودیگری فریازان مردم فریازان اقوامی مهاجر بوداند که از قوم لر تشکیل شده‌اند دین آن‌ها شیعه و آداب رسومی مثل سایر روستاهای توابع تویسرکان دارند فریازان قدیمی‌ترین آبادی ایران که با رودآور هم تاریخ بوده‌است واز فریازان تا تویسرکان قلعه‌های بوده که نامشان باقیست به نام باغ اسدالله خان یکی در پاین آبادی ودیگری در بنام قلعه حسن خان مشهور بود. در فریازان سه تپه از آثار باستانی به جای مانده که قدمت تپهٔ گر آباد از سایرین بیشتر است و احتمالاً با توجه به آثار و نقوش سفال وخشت‌های به جای مانده گبری می‌توان قدمتآن را پیش از اسلام و در عهد باستان دانست اما با توجه به گورستان‌های باقی‌مانده در اطراف تپه احتمال دارد مجدداًاقوامی در آنجا ساکن شدند که این اقوام نیز بر اثر زلزله ای مهیب از بین رفتند اما شکل کلی تپه گر آباد بدان صورت بوده‌است که در مرکزیت آن و در جای تپه فعلی قلعهٔ بزرگی وجود داشته که اکثر بزرگان در ان اسکان داشتند. این روستای بزرگ اکنون داری همه امکانات رفاهی نظیر آب شرب لوله‌کشی شده، سیستم فاضلاب، گاز شهری، برق و تلفن ثابت و همراه می‌باشد. این روستا داری دو درمانگاه و مرکز بهداشت بوده و دارای دو مسجد و یک حسینه وچندین نانوایی و دستگاه خودپرداز بانک می‌باشد.